# 1725
Het jaar 1725 is het 25e jaar in de 18e eeuw volgens de christelijke jaartelling.

## Gebeurtenissen
april
- 25 - De kaperkapitein van Tenerife Amaro Pargo wordt in Madrid tot hidalgo geslagen.
- 30 - Verdrag van Wenen tussen keizer Karel VI en koning Filips V van Spanje. Het verdrag verzekert de Pragmatieke Sanctie van de Habsburgers, die voor het eerst in 1713 is verordend. Op basis van de voorwaarden van het verdrag geeft Karel VI alle aanspraken op de Spaanse troon op. Bovendien belooft het Heilige Roomse Rijk om Spanje te helpen bij het op het Britse Rijk heroveren van Gibraltar. In ruil geeft Spanje de Oostendse Compagnie in zijn koloniën dezelfde rechten als aan de Nederlandse en Engelse compagnieën. Bij terugkeer in Madrid wordt de onderhandelaar Johan Willem Ripperda tot eerste minister benoemd.

mei
- 15 - Cornelius Johannes Barchman Wuytiers wordt door het kapittel gekozen tot aartsbisschop van Utrecht ondanks hevig protest van paus Benedictus XIII, die Nederland ziet als missiegebied en de zetel vacant wil laten.

juli
- 8 - Hendrick Zwaardecroon wordt als gouverneur-generaal van de VOC opgevolgd door Mattheus de Haan.

september
- 5 - De 15-jarige koning Lodewijk XV van Frankrijk treedt in het huwelijk met de Poolse prinses Maria Leszczyńska.

oktober
- 9 - De vijfenveertigjarige aartshertogin Maria Elisabeth van Oostenrijk doet haar intrede in de Zuidelijke Nederlanden. In Leuven verbaast zij de Hoge school door op de redevoering van de rector in het Latijn te antwoorden.

zonder datum
- De Nederlander Francois de Cuiper leidt namens de VOC een expeditie vanuit de Kaapkolonie naar het gebied van het latere Krugerpark. De expeditie wordt echter aangevallen door Gomondwane en verdreven.

## Muziek
- In Londen vindt de eerste uitvoering plaats van de opera Rodelinde van Georg Friedrich Händel
- Eerste uitvoering van het Paasoratorium van Johann Sebastian Bach
- François Couperin componeert l'Apothéose composé à la mémoire immortelle de l'incomparable Monsieur de Lully
- Antonio Vivaldi publiceert De vier jaargetijden.
- Georg Philipp Telemann componeert de opera's Cimbriens allgemeines Frolocken, La Capricciosa e il Credulo en Die ungleiche Heirath

## Bouwkunst

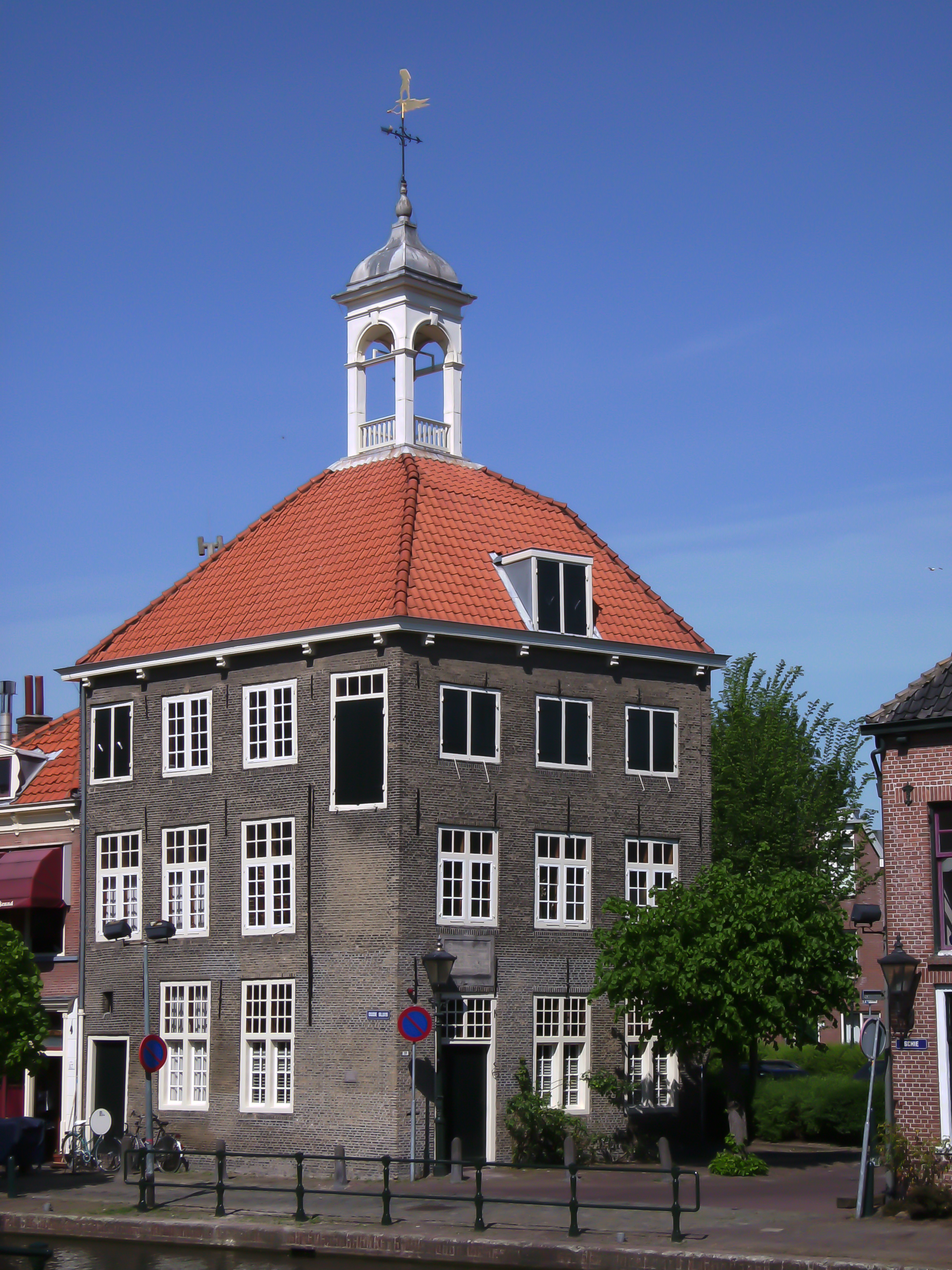
Zakkendragersgildehuis Schiedam (1725)

## Geboren
maart
- 20 - Abdül-Hamid I, 27e sultan van het Osmaanse Rijk (overleden 1789)

april
- 2 - Giacomo Casanova, Italiaans avonturier (overleden 1798)

augustus
- 15 - Ferdinando Bertoni, Italiaans componist (overleden 1813)
- 21 - Jean-Baptiste Greuze, Frans kunstschilder (overleden 1805)

oktober
- 17 - John Wilkes, Brits journalist en politicus (overleden 1797)

december
- 22 - Karl Friedrich Abel, Duits componist van barokmuziek (overleden 1787)

datum onbekend
- Charles Gauzargues, Frans componist (overleden 1799)

## Overleden
februari
- 8 - Tsaar Peter I van Rusland (52)

juni
- 16 - Leyn Wecks, de laatste, uit Eksel afkomstige 'heks' van Limburg, wordt gewurgd en verbrand

augustus
- 24 - Susanna Huygens (88), dochter van Constantijn Huygens sr. en Suzanna van Baerle

oktober
- 24 - Alessandro Scarlatti (65), componist van barokmuziek

datum onbekend
- Carel Rosier (84), componist uit de Zuidelijke Nederlanden